# JCVD

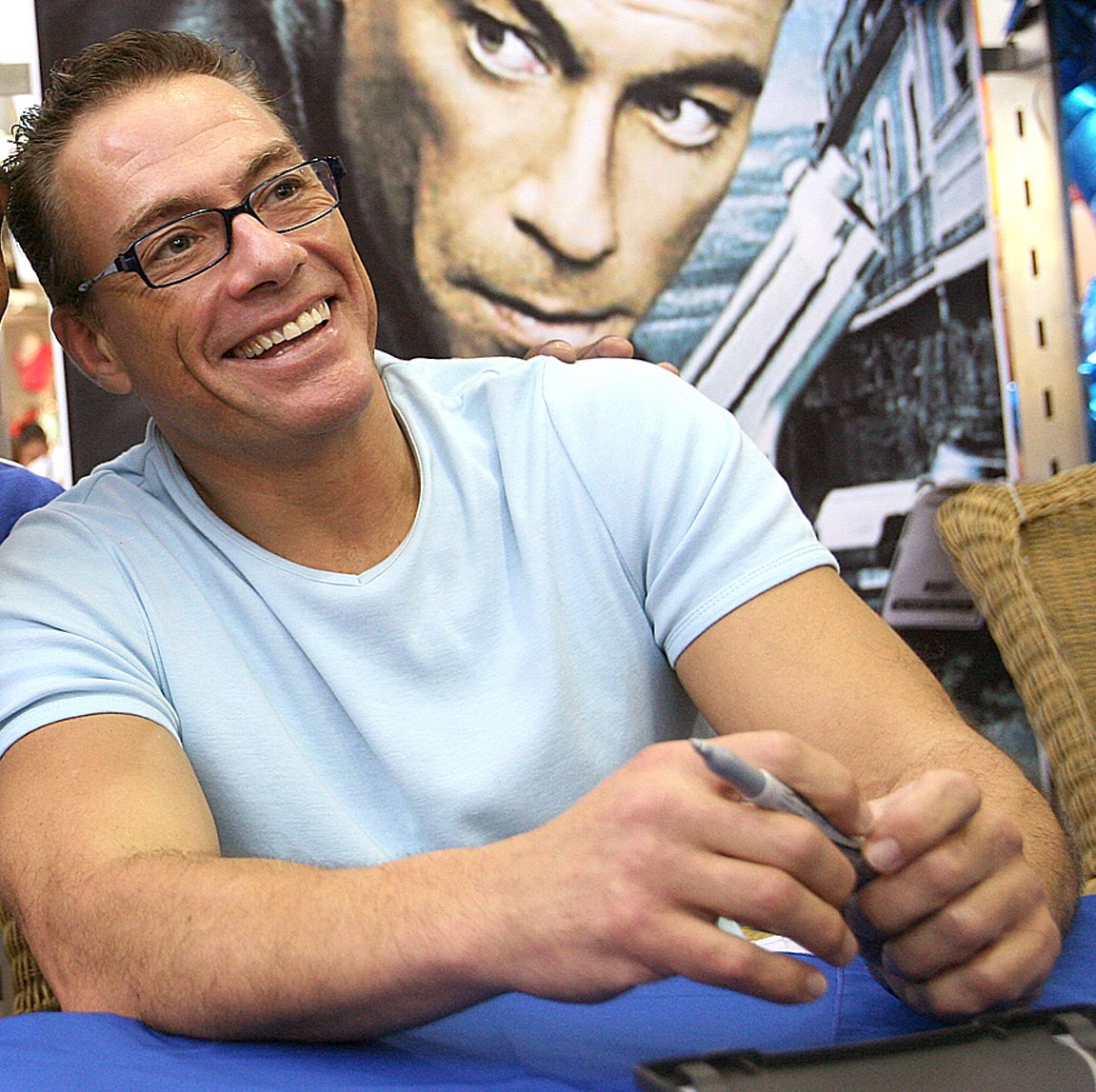
Jean-Claude Van Damme spelar som sig själv.

JCVD, I Huvudet på Jean Claude Van Damme är en belgisk/fransk/luxemburgsk meta-actionfilm regisserad av Mabrouk El Mechri. Jean-Claude Van Damme spelar sig själv, en utslagen actionstjärna vars familj och karriär faller samman runt honom, och han hamnar mitt i ett rån på ett postkontor i sin hemstad Bryssel i Belgien.
El Mechri har fått kritiskt erkännande för filmen och den visades på 2008 års filmfestival i Rom och samma år på Toronto International Film Festival.
Filmen distribuerades av Peace Arch Entertainment från Toronto och öppnade i New York och andra utvalda städer 7 november 2008.

## Handling
Jean-Claude Van Damme spelar sig själv som en otursdrabbad skådespelare. Han har inga pengar, hans agent kan inte hitta några bra roller och domaren i en vårdnadstvist lutar åt att ge vårdnaden av hans dotter till ex-frun. Han återvänder till sitt uppväxtstad Bryssel: där han ses som en nationalikon.
När han går in på ett postkontor för att motta pengar hamnar han mitt i ett gisslandrama. På grund av ett olyckligt misstag tror polisen att Van Damme är den skyldige. Allteftersom handlingen fortsätter ur olika perspektiv blir Van Damme hjälte då han skyddar gisslan, samt medlar med brottslingarna. Van Damme tvingas spela en annan typ av hjälte genom att ta ansvar för brottet han inte begått och misstagen han gjort i sitt liv.

## Rollista
- Jean-Claude Van Damme - J.C.V.D.
- François Damiens - Bruges
- Zinedine Soualem - mannen i mössan
- Karim Belkhadra - vakan
- Jean-François Wolff - trettio
- Anne Paulicevich - berättaren
- Saskia Flanders - J.C.V.D:s dotter
- Dean Gregory - Tobey Woods regissör
- Kim Hermans - fången i kickboxningsdräkt
- Steve Preston - J.C.V.D:s assistent
- Paul Rockenbrod - Tobey Wood
- Alan Rossett - Bernstein
- Jesse Joe Walsh - Jeff

## Produktion
Filmens koncept kom från en producent som hade ett avtal med Jean-Claude Van Damme som innebar att denne skulle spela sig själv i en film. Producenten visste att El Mechri var en Van Damme-idol och frågade om han kunde gå igenom originalmanuset. Manusförfattarna hade uppfattat Van Damme som en clown, men El Mechri tyckte att Van Damme var annorlunda från den actionhjälte-karaktär han spelat så ofta.
Filmmakare erbjöd sig att skriva ett utkast och producenten frågade om El Mechri även ville regissera. Han tackade ja till erbjudandet med villkoret att han skulle få träffa Van Damme innan han började skriva på utkastet, för att inte lägga sex månaders arbete på något som Van Damme ändå skulle förkasta. El Mechri och Van Damme åt middag tillsammans och idén med rånet och att hålla filmtittaren oviss under filmens gång lades fram. Van Damme blev förtjust över konceptet och efter att ha sett El Mechris film Virgil som började han genast arbeta med den franske regissören.
El Mechri erkände att 70% av filmen var manus och att de andra 30% improviserades av skådespelarna.
Under Van Dammes sex minuter långa entagningsmonolog, bryter han den fjärde väggen och pratar direkt till publiken om sin karriär, sina äktenskap och sina tidigare problem med droger. Van Damme hade problem med kokain under 1995 och började på ett månadslångt rehabiliteringsprogram 1996, något han gav upp efter bara en vecka.
I filmen har Van Damme en dotter som väljer sin mammas vårdnad över sin pappas. Detta inträffade även i verkligheten men då med Van Dammes son. Av juridiska skäl ändrade man det till en dotter i filmen.

## Influenser
Regissören var mest inspirerad av Jean-Luc Godard och samarbeten mellan Spike Jonze och Charlie Kaufman.
El Mechris influenser för det visuella var i huvudsak Robert Richardson som varit filmfotograf på ett antal Oliver Stone- och Martin Scorsese-filmer. Regissörsinfluenser är Robert Wise (Mannen från Mars), Sidney Lumet (Dog Day Afternoon), Paul Thomas Anderson (There Will Be Blood) och Chan-wook Park (Oldboy). El Mechri har sagt att hans favoritfilm med Van Damme är Bloodsport.